# 鯉江方寿

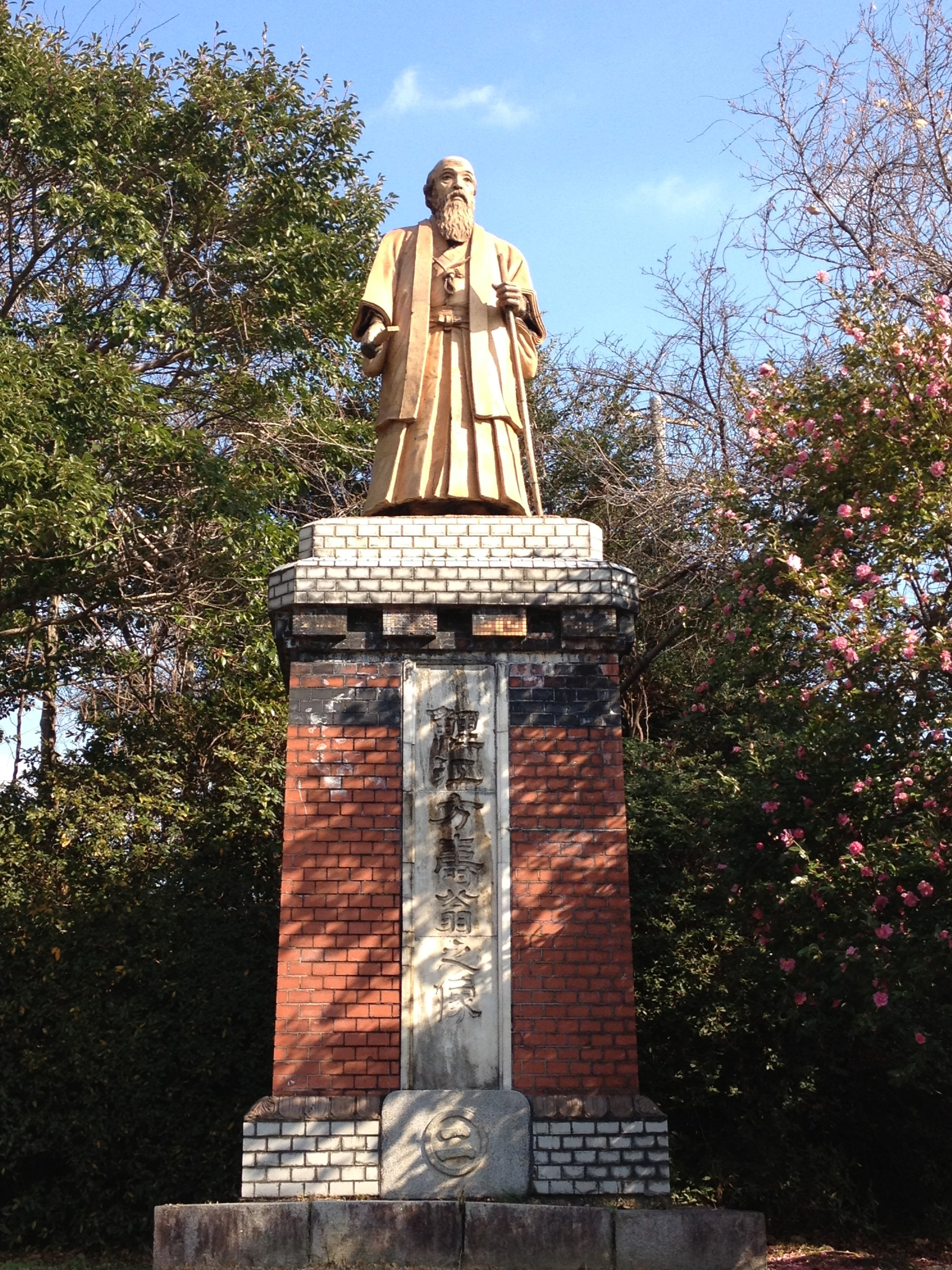
鯉江方寿翁像

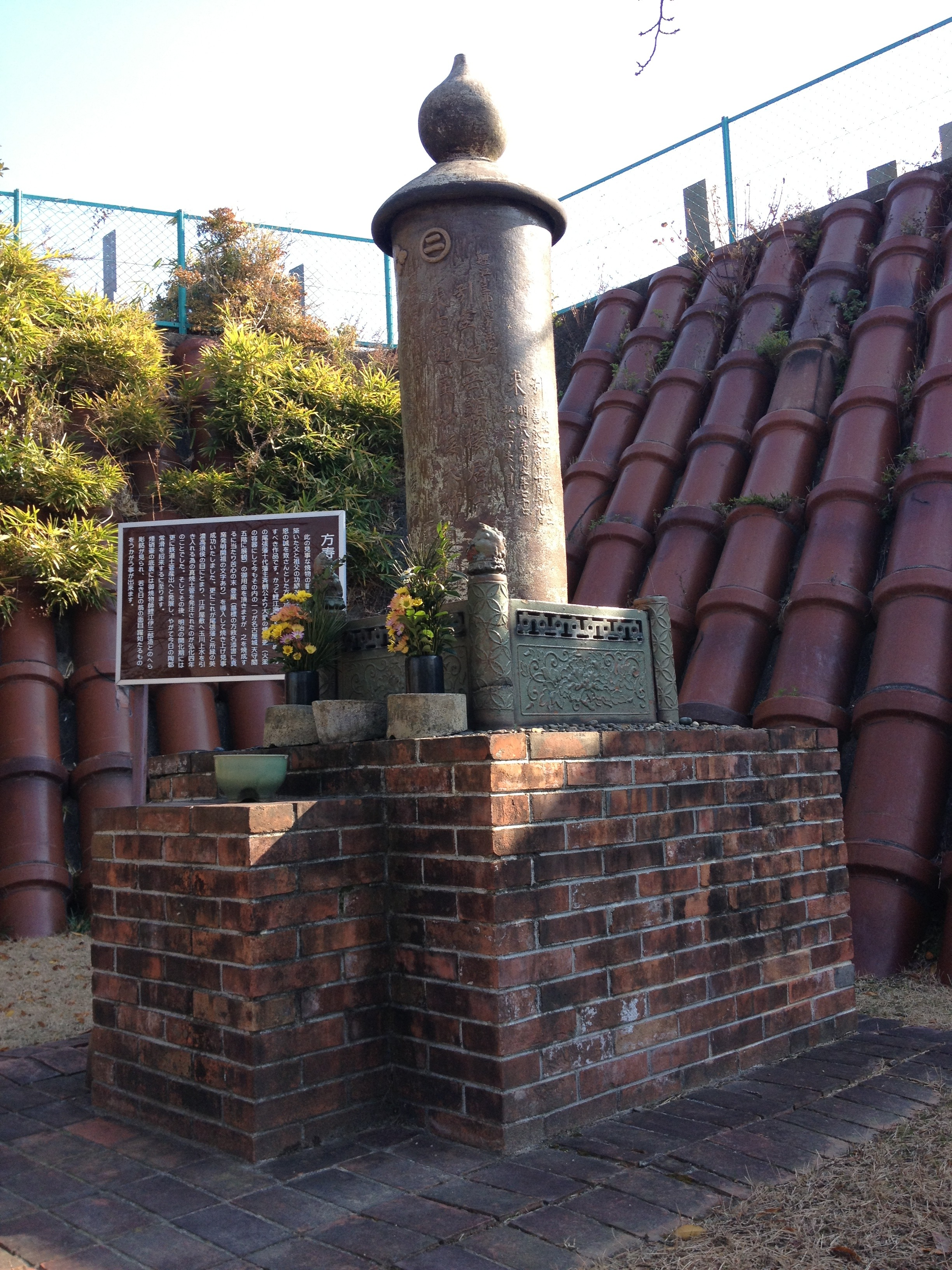
焼き物でできた鯉江方寿大墓標

鯉江 方寿（こいえ ほうじゅ、通称:伊三郎とも、1821年12月30日（文政4年12月7日） - 1901年（明治34年）5月12日）は、尾張国知多郡常滑村（現:愛知県常滑市）出身の陶芸家。鯉江小三郎家三代目である。
父の鯉江方救と共に常滑焼の鉄砲窯（大窯）にかわる、真焼間窯を導入した。1835年に真焼間窯を親子で完成させたとされ（後述）、1874年には真焼土管（常滑陶管）の国産化に成功し、常滑焼の基礎を築いたとして名高い。
中国人を招聘、また、常滑焼を代表する朱泥の急須作りを導入し、その他には美術研究所や埋め立て事業（鯉江新開）を行った。

## 生涯
1821年（文政4年）12月7日、尾張国知多郡常滑村に陶芸家の鯉江方救の元に長男として生まれる。
少年時代は父の方救より製陶の技術を学び、彫刻に優れていた。
方救と共に割れにくい焼き物を作りたいと願望して、1835年（天保6年）に真焼窯を13年かけて改良に成功したが、方寿の年齢を考慮すると天保年間に方寿が大きく貢献したとはみなしがたい。
1835年（天保6年）に父の鯉江方救と共に真焼窯を改良し、真焼間窯（連房式登り窯）を完成。
1840年（天保11年）には尾張藩の御小納戸御用、御焼物師の役を方寿が勤めた。
1848年（嘉永元年）に新田の開発に成功し、これが鯉江新開と呼ばれた。
1872年（明治5年）に鉄道の工事現場を見て、陶管の製造を思い立ち、後述する真焼土管が採用される。
同年、横浜の外国人居留地の設計・施工を任されたスコットランド人の技師、お雇い外国人のリチャード・ブラントンから、方寿に下水道管を頑丈に焼いてもらいたいという依頼があり、一度目は不採用になるものの二度目の1873年に採用された。
1874年（明治7年）、真焼土管（常滑陶管）の国産化に成功した。
1877年（明治10年）に完成した京都・大阪間の線路の下には方寿が発明した木型を用いた真焼土管が採用されその後は常滑の釜屋で土管生産の指導を勤めた。
1901年（明治34年）5月12日に亡くなる。

## 鯉江方寿翁像
1912年10月16日に常滑陶器学校（現:愛知県立常滑高等学校）出身の平野霞裳を常滑陶器同業組合であった亀岡安太郎が訪問し、方寿の像の製作を常滑陶器同業組合長の伊奈初之丞が依頼した。像は1914年に完成し、常滑陶器学校に置かれた。
方寿の生誕100周年となる1921年10月に天神山の麓に移設され、除幕式が同年11月13日に行なわれた。
2012年現在も愛知県常滑市天神山の麓にあり、全長は約3mである。
また、鯉江方寿大墓標は焼き物でできており、常滑市の文化財に指定してある。

## 陶祖祭
愛知県常滑市天神山では毎年11月3日に方寿の業績を称えまつった祭りが開催される。
また、陶祖祭では1921年頃に方寿の業績を称えた歌があり、常滑市の小学校で校長を務めていた中村文三郎と同校の教員であった河合文蔵によって作られた。

## 関連文献
- 常滑町史編纂会『鯉江方寿翁』常滑町史編纂会、1921年。NDLJP:963674。